# Korona szwedzka
Korona szwedzka (svensk krona) – jednostka monetarna Szwecji. Dzieli się ona na 100 öre. Kod walutowy według ISO 4217 to SEK.
Od roku 1875 do ok. 1978 w obiegu były monety o nominałach 1, 2, 5, 10, 25 i 50 öre oraz 1, 2 i 5 koron (zawierające 40% srebra), oraz banknoty 5, 10, 50, 100 i 1000 koron. Drobne monety öre wycofano w roku 1988, natomiast wszystkie monety koronowe są nadal legalnym środkiem płatniczym, choć rzadko spotyka się te wykonane ze srebra. Według strony szwedzkiego Banku Państwowego (Riksbanken) dużą liczbę tych monet przetopiono na złom srebrny.
Obecnie w obiegu są monety o nominałach 1 korona (krona) 5 i 10 koron. Moneta o nominale 50 öre została wycofana z użytku 1 października 2010. Banknoty to 20, 50, 100, 500 i 1000 koron. Najwyższy nominał o wartości 10 000 koron, wprowadzony w roku 1939 i istniejący w dwóch wersjach, z roku 1939 i 1958, został wycofany z obiegu w roku 1991.

## Historia

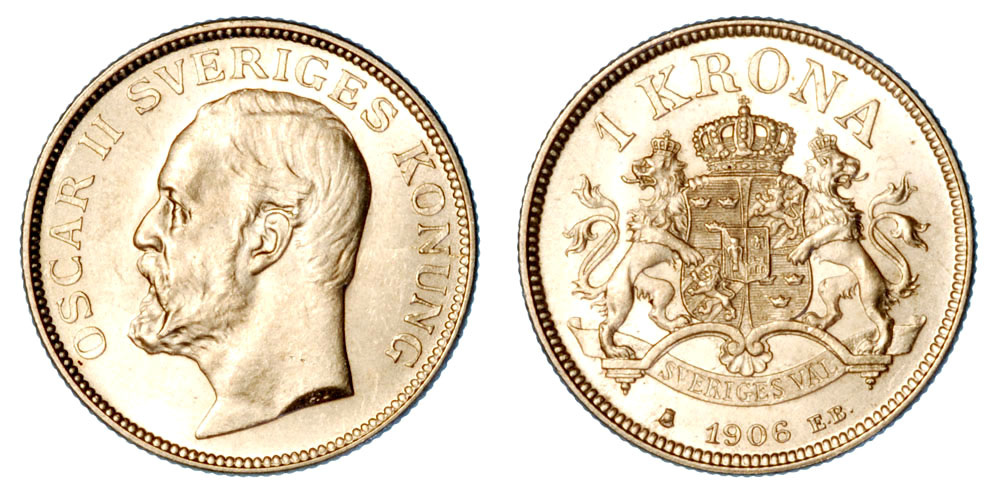
korona szwedzka z 1906 roku

Korona jako środek płatniczy została wprowadzona w Szwecji w 1873 roku w związku z powstaniem Skandynawskiej Unii Monetarnej, zastępując talara (riksdalera). Do Unii oprócz Szwecji należały Norwegia oraz Dania z Islandią. Unia rozpadła się po I wojnie światowej, jednak państwa skandynawskie postanowiły zachować jedną nazwę waluty. 1 października 2010 roku została wycofana moneta 50 öre. Na początku zapowiadano, że przyszłość serii ma składać się z monet: 1 korona, 2 korony, 5 koron, 10 koron i 20 koron, oraz banknotów: 50 koron, 100 koron, 200 koron, 500 koron, 1000 koron. Rząd nie zgodził się jednak na monetę 20-koronową i zastąpienie nią banknotu o tym samym nominale, więc banknot 20 koron pozostaje nadal w obiegu.

## Nowe banknoty
W kwietniu 2011 Riksbank ogłosił konkurs na nowe wzory banknotów, podając dominujące kolory oraz osoby, które mają przedstawiać. Do pierwszej fazy wpłynęło 46 prac, z których do fazy drugiej zakwalifikowano osiem najlepszych. 24 kwietnia 2012 wygrała propozycja Kulturresan autorstwa Görana Österlunda. Do obiegu powrócą banknoty 200-koronowe.
| Wartość     | Kolor         | Wymiary     | Awers            | Rewers    |
| ----------- | ------------- | ----------- | ---------------- | --------- |
| 20 koron    | fioletowy     | 120 × 66 mm | Astrid Lindgren  | Smalandia |
| 50 koron    | pomarańczowy  | 126 × 66 mm | Evert Taube      | Bohuslän  |
| 100 koron   | niebieski     | 133 × 66 mm | Greta Garbo      | Sztokholm |
| 200 koron   | zielony       | 140 × 66 mm | Ingmar Bergman   | Gotland   |
| 500 koron   | czerwony      | 147 × 66 mm | Birgit Nilsson   | Skania    |
| 1 000 koron | brązowy/szary | 154 × 66 mm | Dag Hammarskjöld | Laponia   |

Pierwszą fazą zmian było wycofanie 31 grudnia 2013 starszych banknotów 50 i 1000 koron bez folii hologramowej. 1 października 2015 zostały wprowadzone nowe banknoty o nominałach 20, 50, 200 i 1000 koron, stare przestały być obowiązującym środkiem płatniczym 30 czerwca 2016. Nominały 100 i 500 koron wprowadzono 1 października 2016, stare zostały wycofane 30 czerwca 2017.

## Nowe monety
Konkurs na wzory nowych monet wygrał Ernst Nordin z propozycją Sol, vind och vatten (Słońce, wiatr i woda).
Do obiegu powrócą monety 2-koronowe, które nie były używane od 1971. Zmianie ulegnie stop i rozmiary monet 1 kr i 5 kr. Nominał 10 koron pozostanie bez jakichkolwiek zmian.
Nowe monety zostały wprowadzone do obiegu 1 października 2016, stare straciły ważność 30 czerwca 2017.
| Wartość  | Materiał             | Średnica (mm) | Grubość (mm) | Waga (g) |
| -------- | -------------------- | ------------- | ------------ | -------- |
| 1 korona | stal pokryta miedzią | 19,5          | 1,79         | 3,60     |
| 2 korony | stal pokryta miedzią | 22,5          | 1,79         | 4,80     |
| 5 koron  | nordic gold          | 23,75         | 1,95         | 6,10     |
| 10 koron | nordic gold          | 20,50         | 2,90         | 6,60     |